# زالیاب
زالیاب، روستایی از توابع بخش پاپی شهرستان خرم‌آباد در استان لرستان ایران است.
این روستا در دهستان گریت قرار دارد و براساس سرشماری مرکز آمار ایران در سال ۱۳۸۵، جمعیت آن ۲۸۵ نفر (۵۱خانوار) بوده‌است.ساکنین از طایفه بزرگ ساکی  می باشند.
روستای زالیاب در 60کیلومتری خرم آباد و در دامنه ی مرکزی رشته کوه زاگرس قرار دارد.آب و هوای آن در تابستان معتدل و در زمستان سرد است.این روستا دارای طبیعت بکر و چشم انداز و پیرامون آن را کوهستان فرا گرفته است.
آب و هوای خنک و باطراوت و سرسبزی درختان و کوه های تماشایی آن که پوشیده از درختان بلوط_زالزالک_پسته کوهی(قلنگ)_بادام کوهی و...است.
اغلب مردم این روستا کشاورز و دامدار هستند.این روستا دارای خاک های بسیار حاصلخیز و غنی است که همین عامل باعث شده است کشاورزان این روستا،محصولات با کیفیت بالا و مرغوب از جمله گندم_نخود_عدس_سیب زمینی_زعفران_چغندر و...تولید کنند.
این روستا با داشتن خانه بهداشت_مدرسه_مسجد_آب و برق و گاز و...نسبت به روستاهای دیگر در سطح پیشرفته و بهتری قرار دارد.
مهاجرت اهالی این روستا بیشتر به استانهای تهران و البرز می‌باشد.